# Podocarpus totara
Podocarpus totara là một loài thực vật hạt trần trong họ Thông tre. Loài này được G.Benn. ex D.Don miêu tả khoa học đầu tiên năm 1832.